# 法哈多

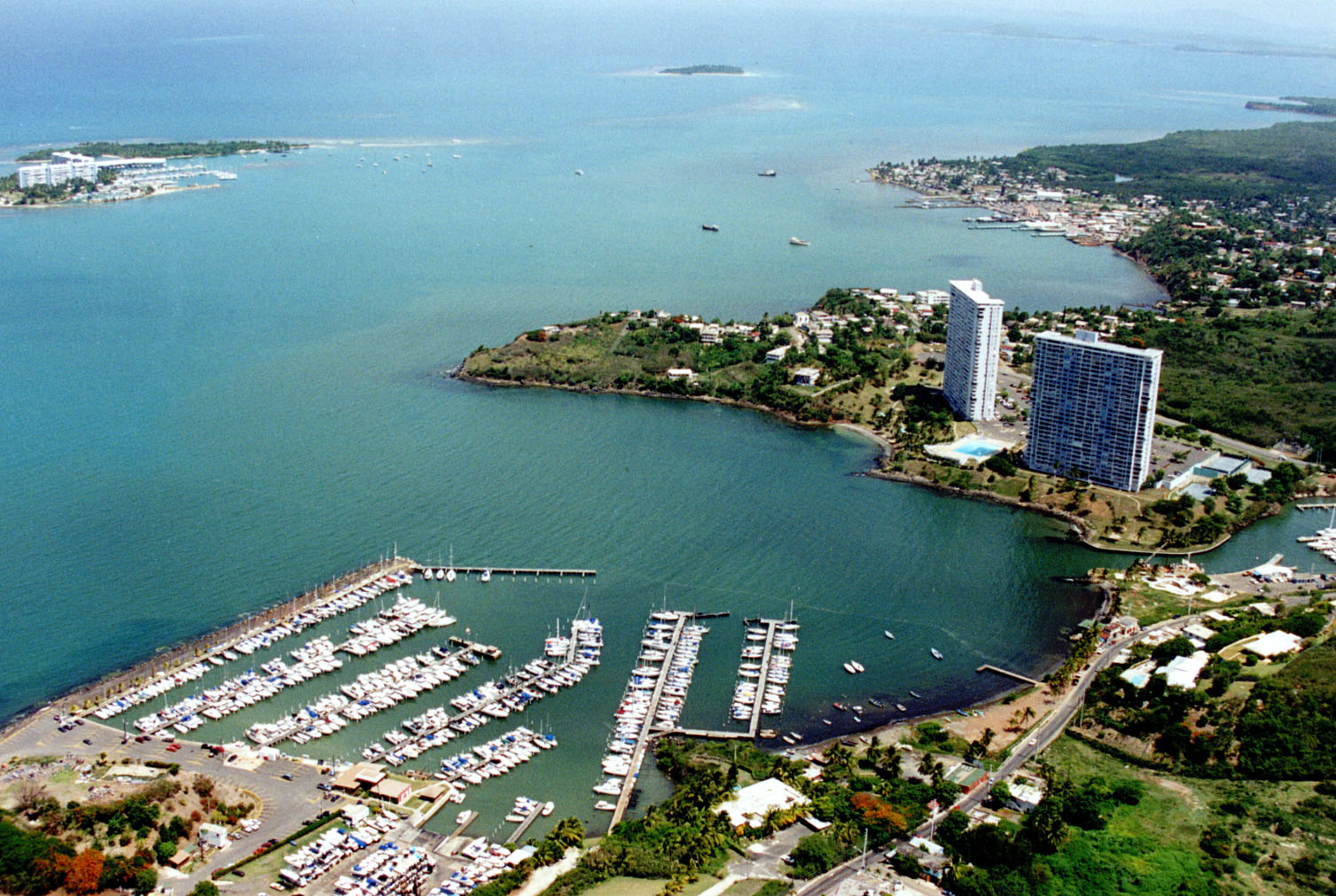

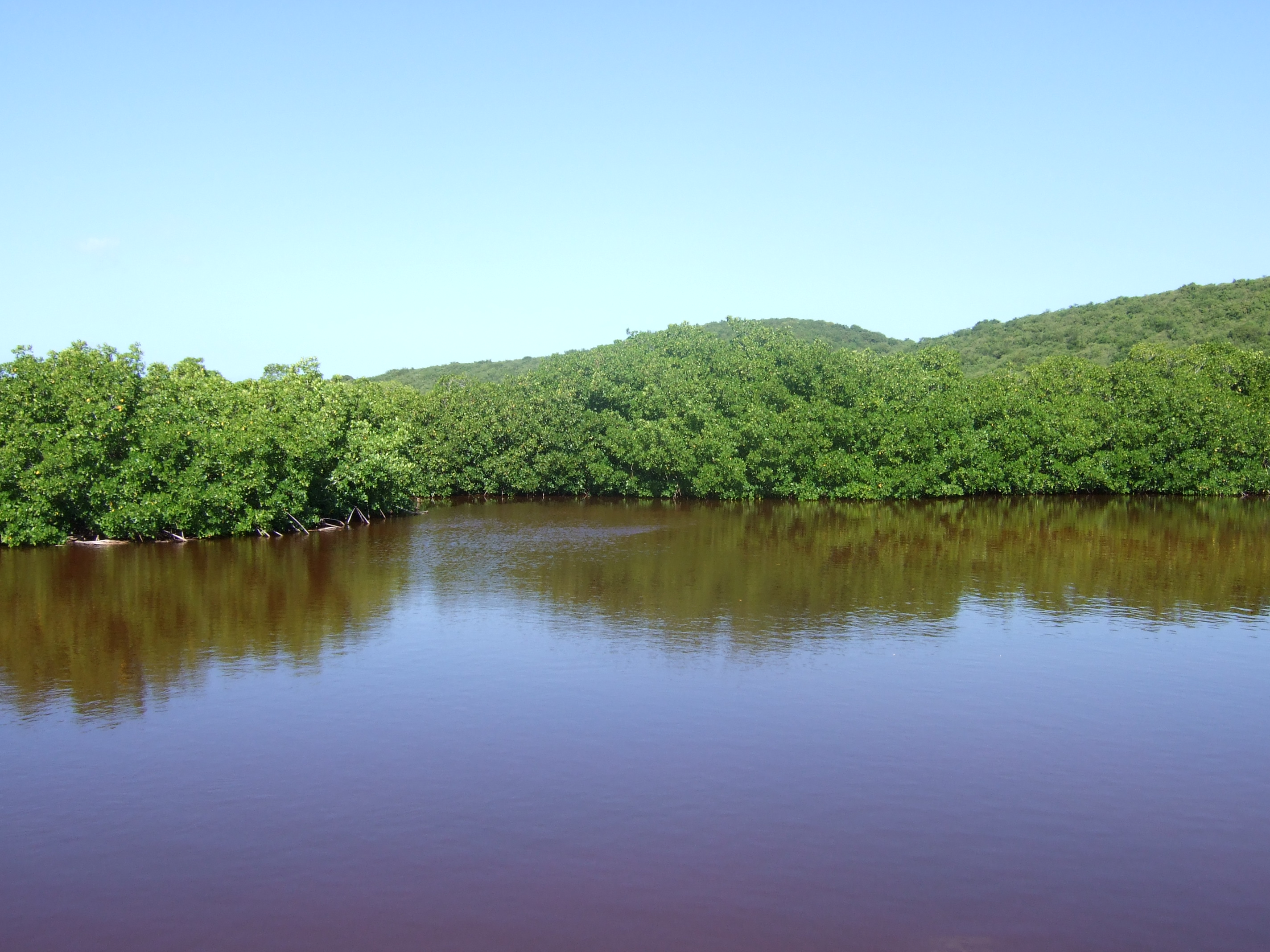

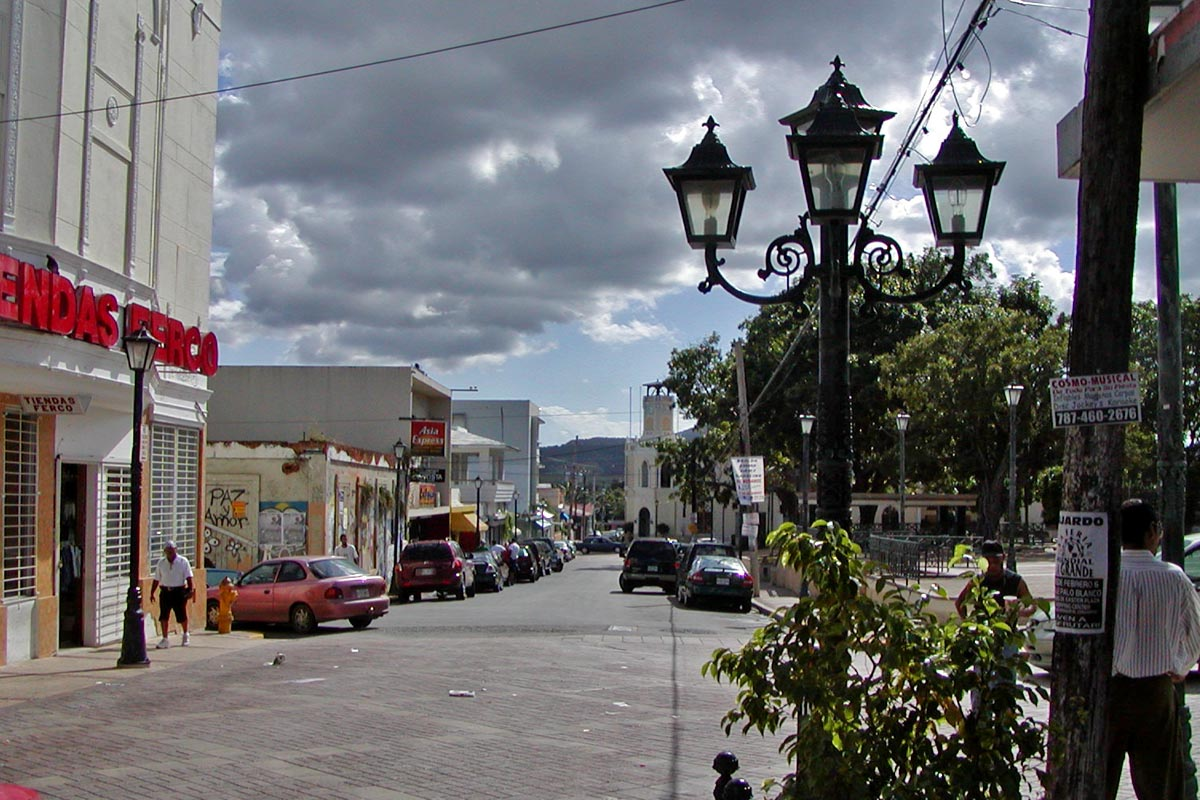

法哈多（西班牙語：Fajardo）是波多黎各的城鎮，位於該島東北部，始建於1772年，面積156平方公里，主要經濟活動有電子業、金屬業和醫藥業，2010年人口36,993，人口密度每平方公里240人。

## 外部連結
- Historic Places in Puerto Rico and the Virgin Islands, a National Park Service Discover Our Shared Heritage Travel Itinerary （页面存档备份，存于）